# 上中站

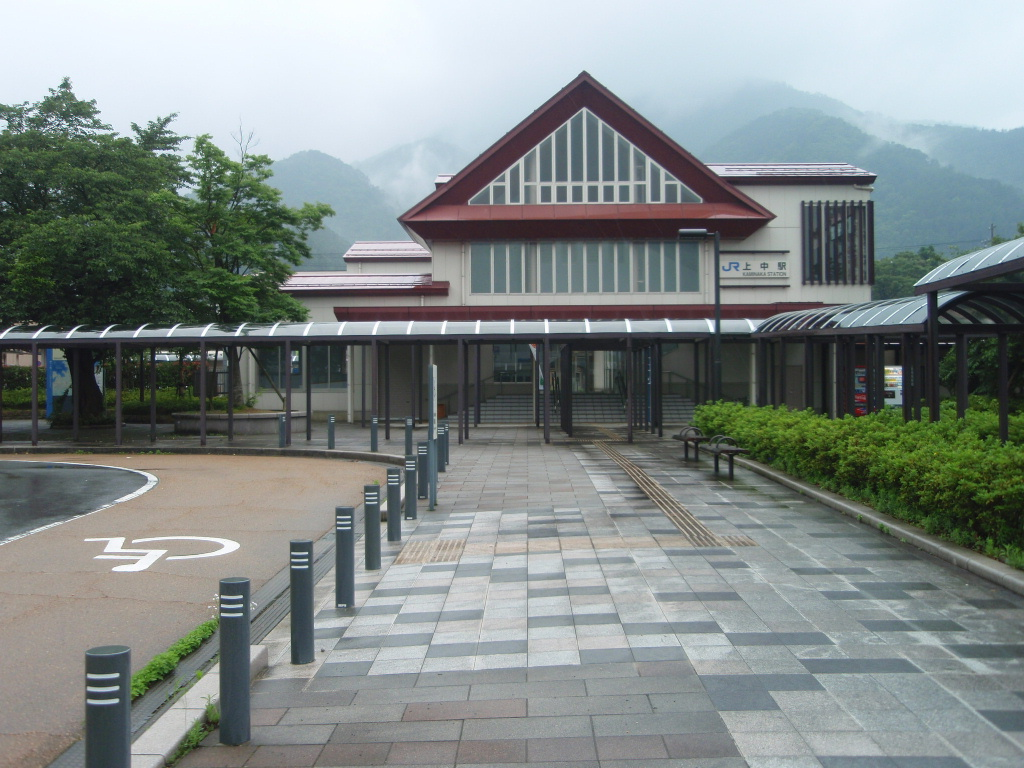
北口(2010年7月)

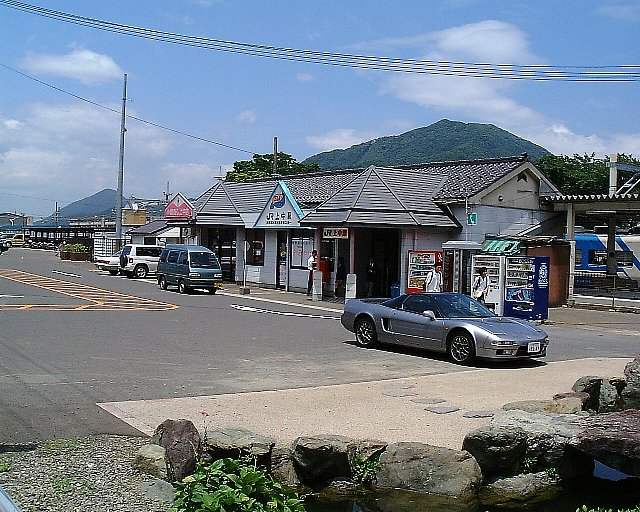
舊站房(2002年5月)

上中站（日语：／ Kaminaka eki */?）是位於福井縣三方上中郡若狹町井之口36番1號，屬於西日本旅客鐵道（JR西日本）的小濱線車站。

## 歷史
- 1918年（大正7年）11月10日 - 小濱線小濱站至十村站之間開通，此站啟用。此站當時名為三宅站（日语：／），為旅客和貨物車站。
- 1956年（昭和31年）4月10日 - 車站改名為上中站。
- 1973年（昭和48年）3月15日 - 結束貨物起卸業務。
- 1987年（昭和62年）4月1日 - 伴隨國鐵分割民營化，車站由西日本旅客鐵道（JR西日本）營運。
- 2005年（平成17年）3月3日 - 車站大樓進行重建。在福井縣車站內首次安裝升降機（共2座）。

## 車站構造
本站是地面車站，設有2面2線的相對式月台，可進行列車交會。此站是由敦賀地域鐵道部管理的簡易委託車站，委托自治體負責車站業務。站内設有綠色窗口（營業時間7:00 - 18:00）（不可透過e5489服務取票）。窗口位於上行月台側（南出口側）。
本站於2005年3月3日進行翻新，成為福井縣的車站中首座安裝升降機的車站（大約1個半月後，本站在福井站進行高架化工程時加設升降機，也成為縣內的車站中首座安裝電梯的車站）。此站的上下車方法按無人車站為標準。

### 月台
| 月台 | 路線    | 上下行 | 方向             |
| ---- | ------- | ------ | ---------------- |
| 1    | ■小濱線 | 下行   | 敦賀方向         |
| 2    | ■小濱線 | 上行   | 小濱、東舞鶴方向 |

- 在月台上沒有月台編號牌，但是從前在車站時間表上記載了月台編號。在2008年（平成20年），時間表上也沒有記載月台編號。
- 關於此站接近警告機與進站音樂，下行月台採用了「村之鍛冶屋（日语：村の鍛冶屋）」，上行月台採用了「羅蕾萊」。

## 使用狀況
根據「福井縣統計年鑑」，在2018年（平成30年）度1日平均乘車人次為247人。
以下各為年度1日平均乘車人次列表：
| 年度   | 1日平均 乘車人次 |
| ------ | ---------------- |
| 1997年 | 381              |
| 1998年 | 379              |
| 1999年 | 344              |
| 2000年 | 315              |
| 2001年 | 327              |
| 2002年 | 300              |
| 2003年 | 312              |
| 2004年 | 299              |
| 2005年 | 305              |
| 2006年 | 355              |
| 2007年 | 353              |
| 2008年 | 376              |
| 2009年 | 366              |
| 2010年 | 271              |
| 2011年 | 247              |
| 2012年 | 256              |
| 2013年 | 247              |
| 2014年 | 244              |
| 2015年 | 255              |
| 2016年 | 268              |
| 2017年 | 250              |
| 2018年 | 247              |

## 車站周邊
此站是前上中町的中心車站，在該處附近設有公共設施等設施。此站是福井縣最南車站。此站也是一直計劃中的琵琶湖若狹灣快速鐵道（若狹渡假線）起點車站。
- 西日本JR巴士 若江線（日语：若江線）「上中」巴士站
- 若狹町上中廳舍（舊上中町公所，上中町居民中心）
- 上中郵局
- Parea若狹（日语：パレア若狭）
- 三宅區防火瞭望塔（日语：三宅区火の見やぐら）
- 信主神社
- 天德寺 (福井縣若狹町)（日语：天徳寺 (福井県若狭町)）
- 瓜割之瀧（日语：瓜割の滝）（名水百選之一）- 西邊約2公里
- 熊川宿 - 鯖街道的宿場町，重要傳統的建造物群保存地區。東南約5公里（轉乘JR巴士乘坐9分鐘）
  - 若狹鯖街道熊川宿資料館「宿場館」 - 位於西式建築的舊熊川村公所內
  - 舊逸見勘兵衛家 - 江戶時代建築物（町家）
  - 道之驛若狹熊川宿（日语：道の駅若狭熊川宿）
- 若狹町立上中中學（日语：若狭町立上中中学校）
- 上中體育館
- 國道27號
- 國道303號（日语：国道303号）
- 福井縣道22號上中田烏線（日语：福井県道22号上中田烏線）

## 相鄰車站
西日本旅客鐵道（JR西日本）
■小濱線
新平野－上中－若狹有田

## 注腳
1. ↑  當時的舊上中町毎月發行的廣報誌「廣報上中」2005年3月號（No.379）10面提及此事。
2. ↑  福井県統計年鑑 （页面存档备份，存于）（日語）
3. ↑   (PDF). 福井県.   [2020-05-10]. （原始内容存档 (PDF)于2021-11-03） （日语）.

## 外部連結
- 上中｜車站資訊：JR出門網 - 西日本旅客鐵道（日語）